# Gornje Ložine
Gornje Ložine este o localitate din comuna Kočevje, Slovenia, cu o populație de 119 locuitori.